# Aleksandra Gietner
Aleksandra Gietner (* 14. Juli 1985 in Pabianice, Polen) ist eine polnische Schauspielerin.

## Leben
Aleksandra Gietner wurde 1985 in Pabianice, einer Stadt in der Mitte Polens, geboren. Bekanntheit erlangte die damals 15-Jährige in dem preisgekrönten Film Tereska (im Original Cześć Tereska) von Robert Glinski, in dem sie die gleichnamige Hauptrolle spielt. Dieses Schwarz-Weiß-Drama schildert die Geschichte eines vereinsamten Mädchens, das in einer Warschauer Plattenbausiedlung aufwächst. Robert Glinski fand Aleksandra bei einem Casting in einer Besserungsanstalt, da er keine Schauspielerinnen oder Mädchen „aus guten Hause“ für seinen Film suchte. Sie habe an dem Casting teilgenommen, um keine Hausaufgaben machen zu müssen, sagte sie in einem Interview aus.  Der Film wurde mit vielen Preisen ausgezeichnet, unter anderem mit dem Polnischen Filmpreis als Bester Film, Gietner erhielt beim Polnischen Filmpreis eine Nominierung als Beste Hauptdarstellerin und wurde mit einem Young Artist Award als Beste Nachwuchsschauspielerin in einem internationalen Film ausgezeichnet.
Ihr richtiges Leben verlief ähnlich wie das ihrer einzigen Filmrolle. Sie hatte bereits vor den Dreharbeiten von Tereska wegen unterschiedlicher Delikte immer wieder Auseinandersetzungen mit dem Gesetz, war wiederholt in Besserungsanstalten. Die ersten fünf Lebensjahre wuchs sie bei ihrer Großmutter auf, bevor sie zu ihrer Mutter zog. Als sie sieben Jahre alt war, wurde sie erstmals polizeilich auffällig, weil sie eine Freundin verprügelt habe, die ihr das Taschengeld nicht geben wollte. Als ihre Eltern sie in ein von Nonnen geführtes Internat schicken wollte, konnte ihre Großmutter das Sorgerecht für sie erstreiten. Sie zog wieder zu ihr, allerdings kam es auch unter den veränderten Lebensumständen zu Schuleschwänzen, Diebstählen und Auseinandersetzungen. Sie hatte vor ihrer Filmrolle keinerlei Berührungspunkte mit der Schauspielerei, es gab nach der Filmveröffentlichung Stimmen, die ihr aufgrund ihrer beeindruckenden schauspielerischen Leistung eine Karriere voraussagten. Es ist dann allerdings nicht so gekommen. Sie sah sich trotz der guten Kritiken nicht als Star und auch die Interviewarbeit mit der Presse gefiel ihr nicht. Sie flog trotz Einladung nicht nach Los Angeles, um den ihr verliehenen Young Artist Award persönlich entgegenzunehmen – etwas, das sie Jahre später in einem Interview bereute. Sie kam in den Jahren nach Tereska immer wieder mit dem Gesetz in Konflikt und erhielt mehrjährige Haft- und Bewährungsstrafen wegen gefährlicher Körperverletzung, Raubüberfällen, Einbrüchen, Diebstählen und illegalen Amphetaminbesitzes. 2008 heiratete sie und bekam eine Tochter, doch sie wurde wegen erneuten Drogenhandels wenig später ein weiteres Mal inhaftiert.
Sie bewarb sich 2014 nach mehreren wechselnden Jobs auf eine Rolle in dem Film Warschau ’44. Sie überzeugte beim ersten Treffen, sei dann bei einem weiteren Treffen jedoch betrunken erschienen, was die Chancen auf eine zweite Filmrolle zunichtemachte.

## Filmografie
- 2001: Tereska (Cześć Tereska)